# Yu Cheng-wu
Yu Cheng-wu (chinesisch 於成武, Pinyin Yū Chéng Wǔ, Tongyong Pinyin Wu Chengwu; * im 20. Jahrhundert) ist ein Badmintonspieler aus Chinesisch Taipeh, der im Parabadminton in der Startklasse SL4 an den Start geht und bei der Weltmeisterschaft 2003 teilnahm.

## Karriere
Bei der Weltmeisterschaft 2003 in Cardiff im Vereinigten Königreich startete Yu im Herreneinzel und gewann in der ersten Runde gegen den Thailänder Vatchera Kosintharobol mit 15:13, 15:6. Im Viertelfinale unterlag er seinem Landsmann Chiang Chung-hou mit 9:15, 7:15 (Chiang hatte in der ersten Runde wie sechs weitere Spieler ein Freilos erhalten, daher fanden in der ersten Runde nur zwei Begegnungen statt). Im Herrendoppel und im Mixed trat Yu nicht an.